# Grønvoll
Grønvoll este o localitate din comuna Nittedal, provincia Akershus, Norvegia, cu o suprafață de  km² și o populație de  locuitori (2013).